# Harry L. Rattenberry
Harry L. Rattenberry (14 de dezembro de 1857 – 9 de dezembro de 1925) foi um ator norte-americano da era do cinema mudo. Ele apareceu em 129 filmes entre 1913 e 1925.

## Filmografia selecionada
- Lucille Love, Girl of Mystery (1914)
- Oliver Twist (1916)
- A Marked Man (1917)
- The Weak-End Party (1922)
- Zeb vs. Paprika (1924)
- The Dramatic Life of Abraham Lincoln (1924)